# Конзервација коже
Конзервација коже једна је од специјализација унутар конзервације рестаурације културне баштине. Посвећена је како превентивној заштити предмета од коже тако и методама интервентне конзервације, односно раду на самом конкретном објекту. Пожељно је да конзерватор рестауратор коже познаје основе технологије обраде, историју, те историју умијетности, односно основе етнологије или археологије. Битно је и познавање конзерваторске етике, те савремених метода конзервације коже. Неизоставно је и знање о методама научно заснованих истраживања предмета.

## Основне врсте
Иако се кожа може делити и по пореклу, те сврси најчешћа је подела по начину штављења. Такође је можемо делити и по начину завршне обраде - нпр лакирана, обојена, необојена, семиш.
- Алаун штављена кожа
- Формалдехид штављена кожа
- Хромом штављена кожа
- Кожа штављена помоћу биљних препарата
- Синтаном штављена кожа
- Димљењем штављена кожа

## Узроци пропадања
Основни је разлог пропадања исушивање коже, која пак услед тога постаје крта и ломљива. Превелика влага такође кожи изразито штети, а исто важи и за температуру изнад 50 Ц. Влажна је кожа подложна нападу плесни, гљива те микроба.
Код археолошких налаза најнеповољније делују влажна, благо алкална тла. У киселим мочварним, те глиненим тлима се пак кожа може дуго очувати. Повољно на очување утиче и евентуални контакт са бакром или његовим легурама, јер бакар како знамо делује бактерицидно.

## Превентивна конзервација
Предмете је најбоље чувати при 50-55% релативне влажности ваздуха, те при расвијетли од највише 50 лукса, температура најбоље око 18 Ц.
Предмете чувати од загађеног ваздуха, прашине и УВ зрачења. Археолошки предмети захтевају посебну бригу зависно о томе да ли се ради о сувом (до 16 Ц, до 40% РВ, најбоље мање од 20% РВ), мокрим или минерализована налазима. Што чешће контролисати стање предмета!

## Интервентна конзервација историјских предмета

### Документовање затеченог стање
Стање предмета пре захвата, те током и након захвата темељни је део документације. Осим тога део документације мора бити и навођење резултата евентуалних научних испитивања спроведених на предмету као и препорука за даље чување предмета.

### Доношење одлука о потреби, обиму, те последицама захвата
Пожељно је да у доношењу ових одлука учествује што већи број стручњака, као минимум можемо узети повијесничара умијетности, стручњака за пропадање коже, те самог конзерватора рестауратора.

### Чишћење
- Механичко
- Хемијско

За хемијско чишћење се могу користити следећи раствори:
За чишћење тамнијих врста коже:
1 део говеђе жучи
1 део етанола
2 дела дестиловане воде
За чишћење светлијих врста коже:
15 гр дечјег сапуна
5 гр боракса
80 млл амонијака 10%
6,2 млл етанола
120 млл дестиловане воде
Након ових операција кожу још додатно обрадимо минимално натопљеним тампонима дестиловане воде

### Дублирање
Раздеротине и рупе дублирамо помоћу неткане тканине на бази полиестера (Ремаи, Холитекс). Као лепак користимо смесу од 1 дела Ласко 360 ХВ и 3 дела Ласко 498 ХВ

### Обрада оштећења
У принципу исто као код дублирања. Можемо користити и уметке од коже од какове је и сам предмет. У том случају морамо те делове и означити годином постављања.

### Надокнада изгубљених делова
Изгубљене делове реконструишемо или у изворном или у неком другом лако уклонивом материјалу. Реконструкције од изворног материјала обавезно означимо годином израде.

## Интервентна конзервација археолошких предмета

### Документовање затеченог стање
Стање предмета пре захвата, те током и након захвата темељни је део документације. Осим тога део документације мора бити и навођење резултата евентуалних научних испитивања спроведених на предмету као и препорука за даље чување предмета. Код археолошких предмета пожељно је и да део документације буду и напомене о ископавању предмета, те саставу и провлажености тла у којем је предмет нађен (код водених налаза напомене о врсти воде, смеру струја, вентилације, дубини итд).

### Доношење одлука о потреби, обиму, те последицама захвата
Пожељно је да у доношењу ових одлука учествује што већи број стручњака, као минимум можемо узети археолога, стручњака за пропадање коже, те самог конзерватора рестауратора

### Чишћење мокре археолошке коже
Код чишћења археолошке коже обавезно користимо и антисептике попут тимола, на пример у мешавини етанола, глицерина, воде и тимола.
Мрље од гљивица и плесни уклањамо водоник-пероксидом којем додамо малу количину 2% амонијака. Мрље од кородираног метала уклањамо раствором оксалне киселине, ЕДТА или амонијум цитрата, но у овом случају не заборавимо да ова средства из коже уклањајуи штавила, те масноће

### Чишћење суве археолошке коже
Примењујемо искључиво крајње пажљиво механичко чишћење.

### Стабилизација мокре археолошке коже
Мокра археолошка кожа нипошто не сме бити исушена, тако да се одмах по вађењу из земље или воде обавезно мора обезбедити и мокро чување ових налаза. Најједноставнија је мера уматање благо смочених предмета у двоструки слој полиетиленске фолије. Предмете до конзервације чувати у тамном и хладном простору (1-5 Ц). Обавезно контролисати стање предмета, код појаве буђи третирати фунгицидима попут Панацида или Адесола.
- Дехидрација помоћу растварача

- Више се не користи
- Дехидрација замрзавањем

- Данас преферирани поступак, у комбинацији са третманом полиетлен гликолом (ПЕГ 400/15%) или глицерином. Предмете потом смрзавамо на -20 до -30 Ц.
- Третман силиконским уљем

Види конзервација предмета од дрвета
- Третман полиетилен гликол (ПЕГ)

ПЕГ 600 поступак:
На предмет помоћу четкице наносимо 50% водену отопину ПЕГ 600. Можемо додати и до 1% сорбинске киселине (фунгицид). Обрађене предмете чувати у полиетиленским врећицама 
ПЕГ 1800 поступак
Исушену кожу уронити у растопљени ПЕГ 1800 при 40°C температуре. Служи за обнову еластичности и пруживости коже, код жељеног стања зауставити поступак, сувишак уклонити ксилена или хексаном. Чувати при РВ мањој од 70%

### Стабилизација суве археолошке коже
- Поступак са глицерином

59% глицерина/39% воде / 1% формалина или 25% глицерина/75% етанола
Предмете уронити у раствор, до постизања жељене мекоће и пруживости, Поступак траје до неколико недеља. Глицерин је хигроскопан и лако постане пљесњив.
- Средство за негу коже британског музеја

(200 гр безводног ланолина/30 гр пчелињег воска/30 мл цедровог уља/350 млл хексан) - евентуално претходно кожу исушити ацетоном
- Поступак са полиетилен гликолом (ПЕГ)

Сува се кожа може натопити водом или алкохолом те третирати 10% ПЕГ раствором (ПЕГ 1450.600.540,400). Концентрацију постепено повећавати до 30%.
ПЕГ поступком третирана кожа може бити хигроскопна, тамна, масна, те ПЕГ може бити излучен из објекта.
- Третман БАВОН-ом

6 делова Бавон АСАК АПБ отопити у 4 дела 1:1:1 триклоретана. Бавон је готов патентирани производ. За врло суву и тврду кожу.
Код постизања жељене мекоће и пруживости извадити из раствора.

### Консолидација
- Паралоид Б-72
- Клуцел Г
- Циклодекан